# México nos Jogos Pan-Americanos de 2015
O México competiu nos Jogos Pan-Americanos de 2015 em Toronto de 10 a 26 de julho de 2015. O país competiu em 38 esportes com 509 atletas e conquistou 22 medalhas de ouro.